# Hermann Volrath Hilprecht
Hermann Volrath Hilprecht, född 28 juli 1859 i Hohenerxleben, död 19 mars 1925 i Philadelphia, var en tysk-amerikansk assyriolog.
Hilprecht blev efter studier i Leipzig 1887 professor vid universitetet i Philadelphia och snart den ledande personen vid dess utgrävningar i Nippur, direktör för det orientaliska museet i Philadelphia och redaktör för det stora verket The Babylonian expedition of the university of Pennsylvania, av vars under hans ledning utkomna 14 band flera helt eller delvis är av hans hand. 1893 erhöll han uppdraget att ordna de babyloniska samlingarna i museet i Konstantinopel. Bland Hilprechts övriga skrifter märks Assyriaca (1894), Excavations in Assyria and Babylonia (1903) och The oldest version of the Babylonian deluge story (1910). Under första världskriget lämnade Hilprecht sina befattningar och bosatte sig i Lausanne.

## Fotnoter
1. 1 2  SNAC, SNAC Ark-ID: w6x067t4, läs online, läst: 9 oktober 2017.[källa från Wikidata]
2. ↑  Mathematics Genealogy Project.[källa från Wikidata]
3. ↑  American Council of Learned Societies & Oxford University Press, Susan Ware (red.), American National Biography Online, Oxford University Press, American National Biography-ID: 1400283, läst: 23 juli 2018 .[källa från Wikidata]
4. ↑  Tjeckiska nationalbibliotekets databas, NKC-ID: zmp20241223095, läst: 18 november 2024.[källa från Wikidata]